# Dorians
Dorians es una banda de rock armenia creada en 2008 que representó a Armenia en el Festival de la Canción de Eurovisión 2013, que se celebró en Malmö, Suecia.

## Historia
En abril de 2009 Dorians ganó el premio a la "Mejor Revelación" en los premios anuales Tashir en Moscú. En junio de ese mismo año, la banda dio su primer gran concierto en Ereván para celebrar su primer aniversario.
Junto a los músicos legendarios Ian Gillan (Deep Purple) y Tony Iommi (Black Sabbath) la banda Dorians dio un concierto benéfico dentro del proyecto Rock Aid Armenia y donó los beneficios a la reconstrucción de una escuela de música en Gyumri, Armenia.
En noviembre de 2010 la banda dio cuatro conciertos en solitario en Moscú. Ese mismo año la banda fue elegida "Mejor Banda de Rock del Año" en los Premios Nacionales de Música de Armenia. En 2011 ganaron tres de estos premios: "Mejor Banda de Rock del Año", "Mejor Vídeo del Año" y "Mejor Voz del Año".
En abril de 2011 la banda grabó su primer álbum, cuya mezcla se hizo en Bruselas, Bélgica en los Estudios "ICP", mientras que el masterizado se hizo en París, Francia.
En agosto de 2011 Dorians fueron invitados para actuar en el número de apertura del concierto de Serj Tankian (System of a Down) en Ereván.
El 13 de diciembre de 2011 la banda ganó los premios "Número Uno Rock" y "Número Uno Masculino" en los premios de la radio VAN.
El 22 de diciembre de 2011 Dorians presentó su primer álbum titulado Fly.
El 10 de septiembre de 2012 en el Complejo Karen Demirchyan y el 13 de septiembre en el Nagorno Karabaj la banda Dorians dio un concierto con el músico de rock y tecladista mundialmente conocido Derek Sherinian, además de la leyenda de rock Glenn Hughes como artista invitado.
En 2013, fueron elegidos para representar a Armenia en el Festival de la Canción de Eurovisión 2013 con la canción "Lonely planet", compuesta por Tony Iommi. Tras clasificarse para la final del festival, terminaron en 18º lugar.

## Miembros
- Gor Sujyan – voz principal
- Gagik Khodavirdi – guitarra principal
- Arman Pahlevanyan – teclado
- Edgar Sahakyan – bajo
- Arman Jalalyan – batería, percusión